# 內馬尼亞·內多維奇

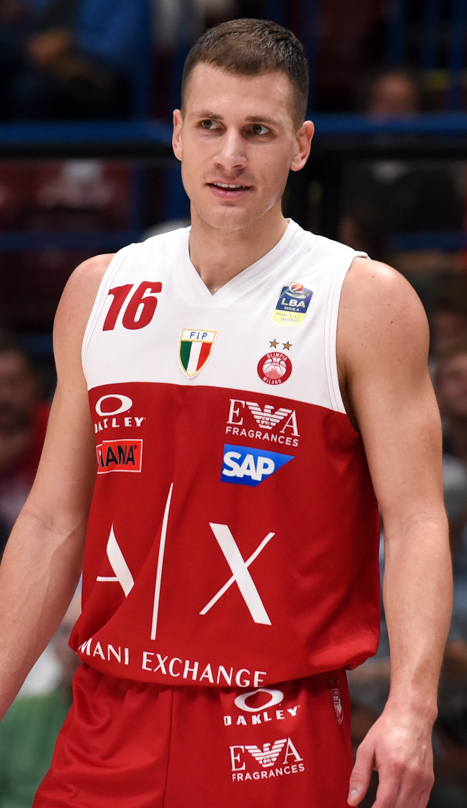
内馬尼亞·内多維奇

内馬尼亞·内多維奇（1991年6月16日—），塞爾維亞籃球運動員。他現在效力於西班牙籃球聯賽球隊馬拉加。他也代表塞爾維亞國家籃球隊參賽。